# Distretto di Amansie Centrale
Il distretto di Amansie Centrale (ufficialmente Amansie Central District, in inglese) è un distretto della regione di Ashanti del Ghana.